# مروان بصاص
مروان بصاص لاعب كرة قدم سابق
هو مروان مصطفى محمد بصاص مواليد 1970م في مدينة جدة غرب السعودية.
لاعب وسط سابق في نادي الاتحاد والمنتخب السعودي، قضى قرابة الـ14 عاماً في أسوار العميد قبل أن يترك كرة القدم عام 1999 بسبب خلافات مع إدارة النادي.
يُلقب بـالمعلم نظراً لتميزة وهدوئه في وسط الملعب وتنظيم اللعب لفريقه بالإضافة لاجادته للتسديدات من مسافات بعيدة.

## الحياة الشخصية
وهو بالمناسبة من عائلة رياضية، حيث أن شقيقه مازن بصاص كان يلعب مع الأهلي، وعم اللاعبين مصطفى بصاص ومحمد بصاص وأحمد بصاص.

## مسيرته مع الاتحاد
بدأ مروان بصاص لعب كرة القدم مع نادي الاتحاد عام 1403هـ من خلال درجة الناشئين وسرعان ما انضم لمنتخب الناشئين، ولعب مع الفريق الأول عام 1405هـ وحجز مكاناً في خارطة الفريق بل وساهم في تحقيق الفريق للقب كأس الاتحاد عام 1406هـ.
شارك بعد ذلك مع منتخب الناشئين في كأس العالم في الصين وقدم مستويات متميزة مع المنتخب الذي وصل إلى دور الثمانية وخرج على يد البرازيلي بهدفين مقابل هدف.
وعاد مروان بصاص ليساهم مع الاتحاد في تحقيق كأس الملك عام 1408هـ وكأس ولي العهد 1411هـ وكان يعيش مروان في التسعينات الميلادية ازهى فتراته وكان أكثر مايتم استغرابه من الاعلام هو عدم انضمامه للمنتخب الأول.
وكان يتردد انه ممنوع من الانضمام بسبب حادثه في إحدى معسكرات المنتخبات السنية، ولكن ذلك لم يمنع مروان بصاص من الاستمرار في التألق مع العميد السعودي حتى عام 1416هـ.
ذلك العام شهد خلافات بينه وبين إدارة النادي جعله يلازم دكة الاحتياط ولكنه كان يشارك احياناً بضغوط من الجماهير الاتحادية التي كانت ترى بأنه النجم الأول في الفريق آنذاك.
ولكن مروان بصاص بسبب تلك الخلافات لم يستطع اكمال مسيرته مع الاتحاد ليعلن ابتعاده عن الكرة عام 1419هـ.
واتجه مروان بعد اعتزاله للعمل في مجال التدريب، وهو يقود منذ 2011 براعم نادي الاتحاد.

## اسهاماته مع الاتحاد
- كأس الملك عام 1408هـ
- بطولة الدوري السعودي مرتين أعوام 1417هـ و1419هـ.
- كأس ولي العهد ثلاث مرتين اعوام 1411هـ و1417هـ
- كاس الاتحاد السعودي ثلاث مرات أعوام 1406هـ 1417هـ و1419هـ
- كأس الخليج عام 1419هـ

## اسهاماته مع المنتخب
- الوصول لكأس العالم للناشئين بالصين 1985م.